# Pardosa marchei
Espèce
Pardosa marchei est une espèce d'araignées aranéomorphes de la famille des Lycosidae.

## Distribution
Cette espèce est endémique des îles Mariannes.

## Description
Le mâle holotype mesure 5 mm.

## Étymologie
Cette espèce est nommée en l'honneur d'Alfred Marche (1844-1898).

## Publication originale
- Simon, 1890 : Etudes arachnologiques. 22e Mémoire. XXXVI. Arachnides recueillis aux îles Mariannes par M. A. Marche. Annales de la Société Entomologique de France, sér. 6, vol. 10, p. 131-136 (texte intégral).